# Roberto Alemann

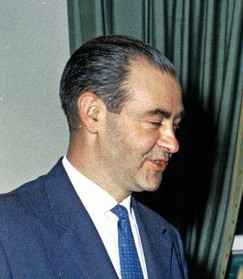
Roberto Alemann

Roberto Teodoro Alemann (* 22. Dezember 1922 in Buenos Aires; † 27. März 2020 ebenda) war ein argentinischer Politiker, Rechtsanwalt, Journalist und Autor. Er war Inhaber des Argentinischen Tageblatts sowie Wirtschaftsminister (1961–1962) in der Regierung von Arturo Frondizi und von 1981 bis 1982 während der Militärdiktatur unter Leopoldo Galtieri.

## Leben
Seine Vorfahren waren aus dem Schweizer Kanton Bern nach Argentinien eingewandert. Sie gründeten die deutschsprachige Zeitung Argentinisches Tageblatt. Alemann besuchte das Colegio Nacional de Buenos Aires, wo er 1941 graduierte, und studierte Ökonomie an der Universität Bern und Rechts- und Sozialwissenschaften an der Universidad de Buenos Aires.
Als politischer Gegner von Präsident Juan Perón schloss er sich dem Team von Raúl Prebisch 1955 an. Für die Militärregierung unter Pedro Aramburu verhandelte er Kredite mit dem Pariser Club. 1957 war er Mitgründer von Asociación Argentina de Economía Política.
Im April 1961 wurde Alemann Nachfolger des argentinischen Wirtschaftsministers Álvaro Alsogaray in der demokratisch gewählten Regierung von Arturo Frondizi. 1962 wurde er durch den durch das Militär ins Amt gekommenen Präsidenten José María Guido zum Botschafter Argentiniens in Washington ernannt. Auf diesem Posten blieb er ein Jahr.
Nach seinem Rücktritt arbeitete Alemann in der Privatwirtschaft und war Lobbyist der schweizerischen Bank UBS. Von 1964 bis 1973 war er als Hochschullehrer für Wirtschaft an der Universidad de Buenos Aires tätig.
Im Dezember 1981 wurde Alemann während der Militärdiktatur unter General Leopoldo Galtieri erneut zum Wirtschaftsminister berufen, nachdem der Haushalt der argentinischen Regierung unter einer Außenverschuldung zusammenbrach. Alemann versuchte als Wirtschaftsminister, die Wirtschaftslage Argentiniens zu stabilisieren und bemühte sich um eine Verbesserung der Wirtschaftsbeziehungen zur US-amerikanischen Regierung von Ronald Reagan und zum Internationalen Währungsfonds. Der Einmarsch des argentinischen Militärs auf den Falkland-Inseln am 2. April 1982 zerstörte die Reformanstrengungen Alemanns. Nach der Niederlage des argentinischen Militärs im Falklandkrieg wurde Alemann als Wirtschaftsminister ersetzt.
Alemann widmete sich nach seinem Rückzug aus der argentinischen Politik seiner journalistischen Tätigkeit und leitete gemeinsam mit seinem Bruder Juan Ernesto Alemann das Argentinische Tageblatt sowie für eine Kolumne in der Zeitung Clarin.
Wegen seiner Mitwirkung an der Militärdiktatur wurden ihm 2009 Rentenprivilegien gekürzt.

## Werke (Auswahl)
- Sistemas Económicos (1953), Buenos Aires: Arayú
- Hacia una política de inversiones (1960), Buenos Aires: Selección Contable
- Curso de Política Económica Argentina (1970–81), Buenos Aires: EUDEBA
- Breve historia de la política económica argentina (1989), Buenos Aires: Claridad
- Recordando a Kennedy (1996), Buenos Aires: Sudamericana